# Shala Crawford
Shala Keneise Crawford (Mansfield, 25 luglio 1979) è un'ex cestista statunitense.

## Carriera
È stata selezionata dalle Houston Comets al terzo giro del Draft WNBA 2001 (47ª scelta assoluta).